# روزاریو دی وینچنزو
روزاریو دی وینچنزو (انگلیسی: Rosario Di Vincenzo؛ زادهٔ ۱۶ ژوئن ۱۹۴۱) بازیکن فوتبال اهل ایتالیا است.
از باشگاه‌هایی که در آن بازی کرده‌است می‌توان به باشگاه فوتبال اینتر میلان، باشگاه ورزشی لاتزیو، باشگاه فوتبال ویرتوس انتلا، باشگاه فوتبال سمپدوریا، باشگاه فوتبال تریستیانا، باشگاه فوتبال جنوآ، باشگاه فوتبال پرو ورچلی، و باشگاه فوتبال وارزه اشاره کرد.